# الدوري الشمالي لكرة القدم 1952–53
الدوري الشمالي لكرة القدم 1952–53 (بالإنجليزية: 1952–53 Northern Football League)‏ هو موسم من الدوري الشمالي لكرة القدم ‏. فاز فيه كروك تاون ‏.